# Ischiocentra clavata
Ischiocentra clavata là một loài bọ cánh cứng trong họ Cerambycidae.